# Дени Дајер
Денијел Џон „Дени” Дајер (енгл. Danial John "Danny" Dyer; рођен 24. јула 1977. у Лондону), је енглески позоришни, филмски и ТВ глумац, спортски новинар и водитељ.
Појавио се у филмовима и серијама Затворски круг, Хулиганска страст, Викенд страха, EastEnders.
Од 2002. до 2004. дао је глас Кенту Полу у серијама компјутерских игрица Grand Theft Auto: Vice City и Grand Theft Auto: San Andreas.
Такође је близак пријатељ глумца Тамера Хасана, са којим је често глумио заједно у филмовима.